# 안산 김씨
안산 김씨(安山金氏)는 경기도 안산시를 본관으로 하는 한국의 성씨이다.

## 역사
시조 김긍필(金肯弼)은 신라 태보공(太輔公) 김알지의 후예로, 고려 현종 후비 원성태후의 조부로 1024년(현종 15) 상서좌복야(尙書佐僕射) 상주국(上柱國) 안산현개국후(安山縣開國侯)에 추증(追贈)되고 식읍 1,500호를 받았다.
아들 김은부(金殷傅)가 고려 성종 때 견관승(甄官丞)을 지내고, 목종(穆宗) 때 어주사(御廚使)가 되었다가, 현종(顯宗)초 공주절도사(公州節度使)가 되었는데, 1010년(고려 현종 원년) 거란(契丹)의 침입 때 왕이 남쪽으로 피난하였다가 1011년(현종 2) 거란군이 퇴각하여 되돌아오면서 공주에 머물게 되었는데, 그는 첫째딸에게 어의(御衣)를 지어 바치게 하여 이런 인연으로 고려 현종이 그녀의 첫째 딸을 왕비로 책봉하니 고려 현종의 제3비 원성왕후(元成王后)가 되었다. 이후 둘째딸도 고려 현종의 제4비인 원혜왕후(元惠王后)가 되고, 세째딸도 고려 현종의 제7비 원평왕후(元平王后)가 되었다. 이후 김은부(金殷傅)는 국구(國舅)가 되고, 형부시랑(刑部侍郞), 호부상서(戶部尙書), 지중추사(知中樞事), 중추사상호군(中樞使上護軍)에 임명되었다. 1017년(현종 8년)에 졸하였다. 시중(侍中)에 추증되었다.
원성왕후의 연고로 현종 13년(1022) 9월에 추충수절창국공신(推忠守節昌國功臣) 개부의동삼사(開府儀同三司) 수사공(守司空) 상주국(上柱國) 안산군개국후(安山郡開國侯)에 추증되고, 식읍(食邑) 1,000호를 받았다.
그 후 세계(世系)가 실전(失傳)되어 상계(上系)를 정확히 상고(詳考)할 수 없고, 후손들이 고려조 시중(侍中)을 역임하고 정난공신(靖亂功臣)에 오른 충익공(忠翊公) 김위(金渭)를 1세조(一世祖)로 하고, 관향을 안산(安山)으로 하여 세계(世系)를 이어오고 있다.
김위(金渭)의 증손 김정경(金定卿)은 조선조에 이조전서(吏曹典書)를 지내고, 원종·좌명공신, 연성군(蓮城君. 현 안산)에 봉해지고 위정공(威靖公)의 시호를 받았다. 넷째아들 김개(金漑)는 판중추부사(判中樞府事)를 지내고 시호가 평호공(平胡公)이다. 막내아들 김한(金澣. 1409~1485) 정종(定宗)朝)의 부마(駙馬)로 지돈녕부사(知敦寧府事)를 지냈다.

## 본관
안산(安山)은 경기도 남서부 해안가에 있는 지역으로, 경기도 시흥군 수암면의 옛지명이다. 고구려 때는 장항구현(獐項口縣)이었다가 삼국통일 후 장구군(獐口郡)으로 바뀌고, 고려초 940년(고려 태조 23)에 안산현(安山縣)으로 개칭되었다. 1308년(충렬왕 34) 안산군(安山郡)으로 승격되었다. 1895년 인천부 안산군이었다가 1896년 경기도 안산군으로 개편되었다. 1914년 행정구역 개편으로 시흥군(始興郡)에 병합되었다. 1986년에 안산시로 승격되었다.

## 주요 인물

### 고려 시대
- 김은부(金殷傅) : 고려 현종 국구(國舅),호부상서(戶部尙書), 중추사상호군(中樞使上護軍)
- 김위(金渭) : 시중(侍中), 충익공(忠翊公)

### 고려 왕실과 혼인 관계
- 원성왕후(현종 3비)
- 원혜왕후(현종 4비)
- 원평왕후(현종 7비)

### 조선 시대
- 김정경(金定卿) : 이조전서(吏曹典書), 연성군(蓮城君), 위정공(威靖公)
- 김개 : 판중추부사(判中樞府事), 평호공(平胡公)
- 김한(金澣) : 정종 (조선) 부마(駙馬), 지돈녕부사(知敦寧府事), 정종의 넷째 딸 고성옹주(高城翁主)와 혼인

### 대한민국
- 김윤근
- 김용채
- 김산하